# Тритон (Y-5)
Тритон (греч. Y-5 Τρίτων) — греческая подводная лодка, действовавшая и погибшая во Второй мировой войне.

## История
«Тритон» была подлодкой второго типа греческих подводных лодок, заказанных после окончания Первой мировой войны во Франции. Все 4 подлодки класса («Тритон», «Протей», «Нерей» и «Главкос» получили имена морских божеств греческой мифологии соответственно: Тритон, Протей, Нерей, Главк Морской. Подлодки принадлежали серии «А» проекта Симоно.
С началом 28 октября 1940 года греко-итальянской войны, «Тритон» приступил к боевому патрулированию в Адриатике. 5 января 1941 года «Тритон» вышел в свой третий поход в Адриатическое море, под командованием коммандера Д. Зепоса. Утром 9 января в проливе Отранто, находясь на глубине 30 м, гидрофон подлодки обнаружил винт неизвестного корабля. «Тритон» поднялся на глубину перископа, через 2 часа наблюдения командир убедился, что это вражеская подлодка, находившаяся в надводном положении, против которой были выпущены 2 торпеды. Мощные взрывы были ощутимы на «Тритоне», но подлодка не подошла ближе, чтобы убедиться в результатах торпедирования, поскольку на горизонте появились самолёты, и Зепос дал команду погрузится на глубину 40 м, чтобы избежать обнаружения и потопления.
Хотя командир и экипаж получили ордена и повышения, потопленной подлодкой оказалась старая, находившаяся вне официального состава итальянского флота, подлодка Neghelli.
По причине отсутствия запасных частей ремонт подлодки задержался, и подлодка смогла выйти в свой 4-й поход только 16 марта 1941 года. 23 марта «Тритон» обнаружил итальянский конвой, шедший двумя линиями из Бриндизи в Дуррес. «Тритону» удалось вклиниться между линиями и выпустить 4 торпеды против головного судна южной линии с дистанции 750 м. 3 торпеды поразили цель и потопили судно, которым при подтверждении оказалось дизельное 5451-тонное пассажирское судно Carnia. Последовала безрезультатная погоня итальянских эсминцев за «Тритоном», которые сбросили против подлодки 17 глубинных бомб. «Тритон» вернулся на базу на остров Саламина 25 марта 1941 года, командир Д. Зепос вновь был награждён и получил звание капитана.
После вторжения Германии, пришедшей на помощь итальянцам в апреле 1941 года, «Тритон» вместе с другими кораблями флота ушёл на Ближний Восток. Пройдя скороспешный ремонт на своей новой базе в Александрии (Египет) «Тритон» произвёл 2 безрезультатных похода в район архипелага Додеканес, после чего вернулся с серьёзными техническими проблемами, снова на ремонт.
18 сентября «Тритон» вышел на патрулирование севернее острова Крит, но вернулся без результата, после пожара в машинном отделении.
После ремонта, 22 ноября «Тритон» отправился в свой 8-й по счёту поход южнее Крита с заданием выгрузить снабжение для укрывающихся греческих и британских военнослужащих. Подлодка взяла на борт 8 греческих и 8 британских военных, которых доставила в Суэц. Последовал более расширенный ремонт и установка новой системы запуска торпед.
Последующий поход в Эгейское море, до широты острова Хиос, также был без результата.
1 мая 1942 года «Тритон» вышел к острову Мальта с пассажирами и снабжением на борту, откуда «Тритон» вернулся в Александрию с 18 членами экипажа подлодки «Главкос» (Υ-6), потопленной немецкой авиацией и 8 британцами.
11-й поход «Тритона» начался 6 июня: подлодка высадила группу диверсантов которыми командовали англичанин Джордж Джеллико и француз George Berget. Диверсанты при поддержке греческих партизан совершили налёт на аэродром города Ираклион, уничтожив 26 боевых и 20 транспортных самолётов, топливные танки, убив около 100 немецких солдат.
«Тритон» продолжил патрулирование в центральной части Эгейского моря, потопив своим орудием 10 июня возле острова Санторин парусно-моторное судно «Агиа Екатерини» и взяв в плен 3 итальянских солдат. 13 июня возле мыса Кафирефс подлодка потопила ещё 2 парусно-моторных судна. Поскольку при возвращении подлодки Александрия находилась под угрозой занятия армией Роммеля, «Тритон», как и некоторые другие корабли греческого флота, перебазировался в город Хайфа (Палестина) и продолжал базироваться там и после сражения при Эль Аламейне.
7 июля «Тритон» вышел в своё 12-е патрулирование вдоль побережья Северной Африки и по возвращении вновь встал на ремонт в городе Порт-Саид.

### Кафирефс
10 ноября «Тритон» вышел в свой 13-й поход. Предполагалась высадка 5 греческих диверсантов и 750 кг груза на юго-восточном побережье острова Эвбея, а затем патрулирование в центральной части Эгейского моря. 16 ноября у мыса Кафиревс, ещё не высадив диверсантов, подлодка обнаружила в 16:20 конвой, который направлялся в Дарданеллы и состоял из парохода Alba Julia и танкера Celeno, сопровождаемых эсминцем Hermes (бывший греческий «Базилевс Георгиос», поднятый и отремонтированный немцами из затопленного дока) и двумя вспомогательными противолодочными кораблями UJ 2101 (бывшие рыболовецкое судно) и UJ 2102 (конфискованная яхта «Бригитта» судовладельца Евгенидиса). UJ 2102 обнаружил Тритона с дистанции 1400 м, но потерял его. Конвой прошёл, и «Тритон» в 16:30 выпустил торпеду в замыкающее конвой судно с дистанции 5500 м. Согласно коммандеру Контояннису, торпеда поразила Alba Julia, но немцы это опровергли. Пуск остальных 5 носовых торпед сорвался из-за ошибки экипажа. UJ 2102 вновь обнаружил «Тритона» и атаковал его 13 бомбами, настроенными на глубины 70—125 м, в то время как Тритон находился на глубине 30 м. Конвой продолжил свой курс, приказав UJ 2102 продолжить преследование подлодки. Были сброшены без результата ещё 11 бомб, после чего гидролокатор охотника вышел из строя, и UJ 2102 отошёл к северо-востоку, малым ходом и делая зигзаги, чтобы помешать «Тритону» обнаружить его. В 19:15 немцы отремонтировали гидролокатор и обнаружили «Тритон» на расстоянии 1,5 миль. В 19:42, согласно рапорта капитана UJ 2102, он увидел перископ «Тритона» и торпеду, выпущенную подлодкой, но уклонился от неё маневром.
В 20:05 UJ 2102 сбросил 13 глубинных бомб, которые на этот раз причинили серьёзные повреждения «Тритону». Повреждённая подлодка попыталась уйти, но масляные пятна были видны на поверхности, поскольку потекли наружные танки. UJ 2102 преследовал подлодку, сбросив свои последние 12 бомб, опять настроенных на неправильную глубину, но всё же причинивших повреждения «Тритону». Но на «Тритоне» не знали, что их преследователь не мог более наносит ему удары. «Тритон» поднялся на глубину перископа и выпустил торпеду в UJ 2102 с дистанции 400 м. Охотник, маневрируя, вновь уклонился от торпеды. UJ 2102, не имея более бомб на борту, продолжал преследование, вызывая по рации поддержку с воздуха. Контояннис, не зная об отсутствии бомб у неприятеля и по причине ядовитых испарений от затопленных аккумуляторных батарей, приказал всплыть и открыть стрельбу по охотнику из палубного орудия. При поспешном открытии люка рубки вода пошла в лодку, и экипаж на миг прикрыл её, в то время как капитан с пистолетом в руке побежал к орудию. Одновременно UJ 2102 расстреливал «Тритона» своими орудиями и пулемётами и таранил подлодку справа в нос. Контояннис потерял сознание и упал в воду, в то время как экипаж подлодки занимал боевые позиции, расстреливаемый орудиями и пулемётами UJ 2102. Залпы орудий охотника вызвали возгорание подлодки, и в 22:14 UJ 2102 вновь таранил горящий «Тритон» и опрокинул его. 30 членов экипажа, включая коммандера Контоянниса, были подобраны из воды и попали в плен. Двоим удалось вплавь выбраться до острова Эвбея, где они были укрыты местным населением и сумели вернуться на Ближний Восток. В 22:35 «Тритон» ушёл на дно вместе с телами 19 подводников.

## Память
Имена мифологических морских божеств 4 подлодок серии построенной в 1920-х годах во Франции получили 4 подлодки ВМФ Греции немецкой постройки класса 209/1200.
Подлодка «Тритон» (S-112) была построена на верфи Howaldtswerke — Deutsche Werft (HDW) AG, Kiel (Киль, Германия), принята греческим флотом 8 августа 1972 года и прибыла на базу флота на остров Саламина 11 ноября 1972 года.
20 сентября, когда Тритон находился ещё в Киле, коммандер Gero Kleiner, капитан UJ 2102 в 1942 году, передал флаг погибшей подлодки, который он хранил все эти годы, капитану нового «Тритона», коммандеру И. Маниатису. Gero Kleiner признал, что это был достойный противник.